# Rebelión de Manuel Maurozomes
La rebelión de Manuel Maurozomes estalló después que Constantinopla cayera en manos de los latinos (abril de 1204). Maurozomes, con el apoyo militar del Sultanato de Rüm, intentó establecer un gobierno independiente en la región de Frigia. En febrero o marzo de 1206 su control sobre las zonas de Laodicea y Chonai fue reconocido por el emperador de Nicea, Teodoro I Láscaris.

## Contexto histórico
La rebelión de Manuel Maurozomes se organizó tan pronto como los cruzados latinos capturaron Constantinopla (13 de abril de 1204) durante la Cuarta Cruzada, y establecieron la administración latina. Debido a que el dominio latino fue mal recibido por los ciudadanos algunos de los miembros de la aristocracia escaparon a regiones libres y crearon nuevos estados con el apoyo de las poblaciones locales. Teodoro I Láscaris, el yerno de Alejo III Ángelo, estaba en ese momento luchando para crear en Asia Menor, un nuevo estado en la región de Nicea, con el objetivo de continuar con el Imperio bizantino. Como consecuencia de la inestabilidad política en las regiones libres del imperio, varios estados independientes se formaron en las provincias bizantinas de Asia Menor. Teodoro Mangaphas se había impuesto en Filadelfia como un gobernante independiente, Sabas Asidenos en Sampson, cerca de Mileto, mientras que en el mismo período Manuel Maurozomes estaba tratando de establecer un gobierno independiente en la región de Frigia. La rebelión de este último se vio favorecido también por la restauración de Kaikosru I al trono del Sultanato de Iconio. Manuel, que era pariente del sultán selyúcida, encontró a un fiel aliado en su intento de imponerse como un gobernante independiente en la región.

## Rebelión de Manuel Maurozomes
Después que Constantinopla cayó en manos de los latinos, Manuel Maurozomes (que había escapado de la ciudad poco antes de la caída) huyó a Asia Menor, donde fue arrestado por los bizantinos de Nicea. Maurozomes logró escapar y buscó refugio en su yerno, Kaikosru I, que acababa de ser restaurado en el trono del sultanato de Iconio. Con su apoyo el rebelde trató de establecer un dominio independiente en la región de Frigia y el río Meandro. En 1205, ayudado por nómadas turcomanos y mercenarios selyúcidas del sultán, Maurozomes saqueó y atacó el valle del Meandro, con el objetivo de consolidar su posición en Frigia.
Maurozomes con sus tropas fueron una seria amenaza para el emperador Teodoro I, que quería tener el control absoluto de las provincias de Frigia, eliminando así un posible ataque del Sultanato de Iconio. A principios de 1205 Láscaris, que se había impuesto en Bitinia, se volvió contra los rebeldes de Frigia. Al principio se las arregló para restringir sus actividades, mientras que hacia el final de ese mismo año tuvo que hacerle frente nuevamente. En una batalla en algún lugar de Frigia, los mercenarios de Maurozomes fueron dispersados, los principales beys fueron arrestados y Maurozomes huyó apresuradamente. Sin embargo, en febrero/marzo de 1206, Teodoro I, por temor a un ataque selyúcida y teniendo que lidiar con la invasión de David Comneno (el hermano de Alejo I Comneno, emperador de Trebisonda) en Paflagonia, las rebeliones de los gobernantes locales menores, así como los constantes ataques de los latinos de Constantinopla contra las provincias occidentales de Asia Menor, se vio forzado a llegar a un acuerdo con el sultán selyúcida. Como parte de ese acuerdo, Láscaris reconoció la independencia de Maurozomes y le entregó el mando de las ciudades de Laodicea y Chonai cerca de Hierápolis. Sin embargo, según las condiciones del acuerdo, Manuel estaría sometido al sultán de Iconio. Las dos ciudades permanecieron bajo Maurozomes hasta su muerte, cuando se incorporaron a las posesiones selyúcidas.

## Consecuencias
Manuel Maurozomes se rebeló cuando Constantinopla fue capturada por los latinos y su movimiento se convirtió en uno de los problemas más graves del nuevo emperador de Nicea, Teodoro I Láscaris. Como sucedió con el resto de los movimientos separatistas de la época, la rebelión de Maurozomes causó problemas a Teodoro I en su intento de establecer un estado poderoso en el noroeste de Asia Menor. Las cosas cambiaron en los años de Juan III Ducas Vatatzés, cuando este último adoptó medidas estrictas para reforzar el poder del estado y el control de la corte aristocrática y los gobernadores provinciales, dos de los principales factores responsables de la aparición de los movimientos separatistas.